# Murtezan Ismaili
Murtezan Ismaili (mac. Муртезан Исмаили; ur. 4 lipca 1949 w Siniczanem) – jugosłowiański i północnomacedoński biochemik, w latach 1999–2005 burmistrz Tetowa.

## Życiorys
W 1972 roku ukończył studia biochemiczne na Uniwersytecie w Prisztinie, kształcił się dalej na Uniwersytecie w Zagrzebiu, gdzie obronił magisterium (1976) i doktorat (1986).
Od 1975 do 1999 roku wykładał na Uniwersytecie w Prisztinie, następnie w latach 1999–2005 pełnił funkcję burmistrza Tetowa. Po zakończeniu działalności politycznej został wykładowcą na Uniwersytecie Europy Południowo-Wschodniej w Tetowie.
Oprócz ojczystego języka albańskiego posługuje się także językami chorwackim, macedońskim i serbskim w stopniu zaawansowanym oraz angielskim i tureckim w stopniu średniozaawansowanym.